# 344년

## 연호
- 동진(東晉) 건원(建元) 2년
- 성한(成漢) 태화(太和) 원년
- 후조(後趙) 건무(建武) 10년
- 전량(前凉) 건흥(建興) 32년
- 대(代) 건국(建國) 7년

## 기년
- 동진(東晉) 강제(康帝) 2년
- 신라(新羅) 흘해 이사금(訖解泥師今) 35년
- 고구려(高句麗) 고국원왕(故國原王) 14년
- 백제(百濟) 비류왕(比流王) 41년 / 계왕(契王) 원년

## 사건
- 백제, 비류왕 세상을 떠남.  분서왕의 아들인 계왕이 왕의 자리에 오름.

## 사망
- 백제(百濟)의 11대 어라하(於羅瑕) 비류왕(比流王)